# 魯道夫·范倫鐵諾
魯道夫·范倫鐵諾（義大利語：／，全名，1895年5月6日—1926年8月23日）是一位義大利演員、性感符號與明星，後來前往美國發展。他是1920年代最受歡迎的明星之一，也是默片時代最知名的演員之一。他的父親為義大利人，母親則為法國人。魯道夫·范倫鐵諾也擁有拉丁情人（Latin's Lover）的暱稱。

## 死亡

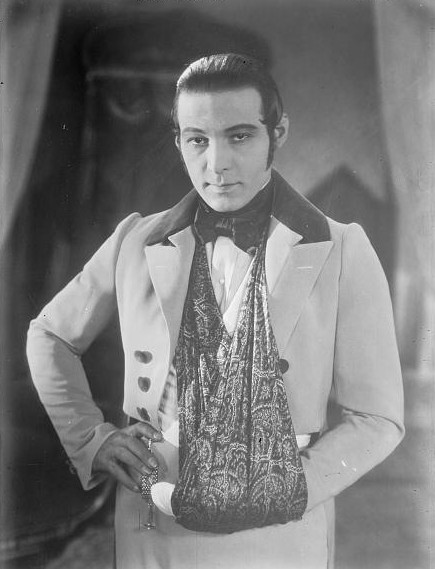
魯道夫·范倫鐵諾

1926年8月15日，瓦伦蒂诺在位於曼哈顿公园大道的一家酒店內倒下。他送醫後被诊断出患有阑尾炎和胃溃疡，醫生立即給他做手术。手术后，瓦伦蒂诺又患上了腹膜炎。8月21日，瓦伦蒂诺的病情恶化。8月 23日凌晨，瓦伦蒂诺一度短暂清醒，并与医生谈到了自己的未来，但很快就又陷入昏迷。几个小时后瓦伦蒂诺去世，享年31岁。瓦伦蒂诺去世后，有医生证实范倫鐵諾生前還患有败血症。

## 作品
- 1919年:《渡筏貝》（Eyes of Youth）
- 1920年:《孽海驚濤》（Once to Every Woman）
- 1921年:《茶花女遺事》（Camille）
- 1921年：《荒漠艷影》（The Sheik）
- 1921年: 《启示录四骑士》（The Four Horsemen of the Apocalypse）
- 1921年:《黃金與愛情孰重》（The Conquering Power）
- 1922年:《情海孽障》（Beyond the Rocks）
- 1922年:《碧血黃沙》（Blood and Sand）
- 1924年: 《寶嘉先生》（Monsieur Beaucaire）
- 1924年: 《聖心之魔》（A Sainted Devil）
- 1925年: 《蛇心》（Cobra）
- 1925年: 《黑鷹》（The Eagle）
- 1926年: 《酋长的儿子》（The Son of the Sheik）

## 外部連結
- Rudolph Valentino homepage （页面存档备份，存于）